# Elezioni comunali in Calabria del 2021
Le elezioni comunali in Calabria del 2021 si tennero il 3-4 ottobre (con ballottaggio il 17-18 ottobre).

## Riepilogo sindaci eletti
| Provincia       | Comune  | Sindaco uscente | Sindaco uscente           | Sindaco eletto | Sindaco eletto              | Primo turno | Primo turno | Secondo turno | Secondo turno | Seggi   |
| Provincia       | Comune  | Sindaco uscente | Sindaco uscente           | Sindaco eletto | Sindaco eletto              | Voti        | %           | Voti          | %             | Seggi   |
| --------------- | ------- | --------------- | ------------------------- | -------------- | --------------------------- | ----------- | ----------- | ------------- | ------------- | ------- |
| Cosenza         | Cosenza |                 | Mario Occhiuto (FI)       |                | Franz Caruso (PSI)          | 8.342       | 23,58       | 14.413        | 57,59         | 20 / 32 |
| Reggio Calabria | Siderno |                 | Commissione straordinaria |                | Maria Teresa Fregomeni (PD) | 4.113       | 44,18       | 4.452         | 64,07         | 10 / 16 |

## Provincia di Cosenza

### Cosenza
| Candidati                          | Candidati               | II turno             | II turno            | I turno | I turno | Liste                                     | Voti   | %     | Seggi |
| Candidati                          | Candidati               | Voti                 | %                   | Voti    | %       | Liste                                     | Voti   | %     | Seggi |
| ---------------------------------- | ----------------------- | -------------------- | ------------------- | ------- | ------- | ----------------------------------------- | ------ | ----- | ----- |
|                                    | Franz Caruso ✔️ Sindaco | 14 413               | 57,59               | 8 342   | 23,78   | Franz Caruso Sindaco                      | 3 912  | 11,62 | 10    |
| Partito Democratico                | Franz Caruso ✔️ Sindaco | 14 413               | 57,59               | 8 342   | 23,78   | 3 147                                     | 9,35   | 8     |       |
| Partito Socialista Italiano        | Franz Caruso ✔️ Sindaco | 14 413               | 57,59               | 8 342   | 23,78   | 902                                       | 2,68   | 2     |       |
|                                    | Francesco Caruso        | 10 615               | 42,41               | 13 132  | 37,43   | Fratelli d'Italia                         | 3 871  | 11,50 | 3     |
| Occhiuto per Caruso                | Francesco Caruso        | 10 615               | 42,41               | 13 132  | 37,43   | 3 252                                     | 9,66   | 2     |       |
| Forza Cosenza                      | Francesco Caruso        | 10 615               | 42,41               | 13 132  | 37,43   | 3 069                                     | 9,11   | 2     |       |
| Unione di Centro                   | Francesco Caruso        | 10 615               | 42,41               | 13 132  | 37,43   | 1 068                                     | 3,17   | –     |       |
| -Lega                              | Francesco Caruso        | 10 615               | 42,41               | 13 132  | 37,43   | 946                                       | 2,81   | –     |       |
| Bella Cosenza                      | Francesco Caruso        | 10 615               | 42,41               | 13 132  | 37,43   | 868                                       | 2,58   | –     |       |
| La Cosenza che Vuoi                | Francesco Caruso        | 10 615               | 42,41               | 13 132  | 37,43   | 787                                       | 2,34   | –     |       |
| Coraggio Cosenza                   | Francesco Caruso        | 10 615               | 42,41               | 13 132  | 37,43   | 670                                       | 1,99   | –     |       |
| Seggio di coalizione               | Seggio di coalizione    | Seggio di coalizione | 42,41               | 13 132  | 37,43   | 1                                         |        |       |       |
|                                    | Francesco De Cicco      | Francesco De Cicco   | Francesco De Cicco  | 4 861   | 13,85   | Francesco De Cicco Sindaco                | 1 088  | 3,23  | 1     |
| Cosenza Libera                     | Francesco De Cicco      | Francesco De Cicco   | Francesco De Cicco  | 4 861   | 13,85   | 960                                       | 2,85   | –     |       |
| Cosenza per il Sociale             | Francesco De Cicco      | Francesco De Cicco   | Francesco De Cicco  | 4 861   | 13,85   | 557                                       | 1,65   | –     |       |
| Si Amo Cosenza                     | Francesco De Cicco      | Francesco De Cicco   | Francesco De Cicco  | 4 861   | 13,85   | 520                                       | 1,54   | –     |       |
| Sette Colli                        | Francesco De Cicco      | Francesco De Cicco   | Francesco De Cicco  | 4 861   | 13,85   | 481                                       | 1,43   | –     |       |
| Movimento Politico Pensiero Azione | Francesco De Cicco      | Francesco De Cicco   | Francesco De Cicco  | 4 861   | 13,85   | 363                                       | 1,08   | –     |       |
| Seggio di coalizione               | Seggio di coalizione    | Seggio di coalizione | Francesco De Cicco  | 4 861   | 13,85   | 1                                         |        |       |       |
|                                    | Biancamaria Rende       | Biancamaria Rende    | Biancamaria Rende   | 4 441   | 12,66   | Bianca Rende Sindaco                      | 1 616  | 4,80  | 1     |
| Movimento 5 Stelle                 | Biancamaria Rende       | Biancamaria Rende    | Biancamaria Rende   | 4 441   | 12,66   | 1 408                                     | 4,18   | –     |       |
| Tesoro Calabria con Tansi          | Biancamaria Rende       | Biancamaria Rende    | Biancamaria Rende   | 4 441   | 12,66   | 606                                       | 1,80   | –     |       |
| Seggio di coalizione               | Seggio di coalizione    | Seggio di coalizione | Biancamaria Rende   | 4 441   | 12,66   | 1                                         |        |       |       |
|                                    | Valerio Formisani       | Valerio Formisani    | Valerio Formisani   | 1 680   | 4,79    | Cosenza in Comune                         | 1 358  | 4,03  | –     |
|                                    | Francesco Pichierri     | Francesco Pichierri  | Francesco Pichierri | 1 213   | 3,46    | Noi con l'Italia-Il Popolo della Famiglia | 920    | 2,73  | –     |
| Democrazia Cristiana               | Francesco Pichierri     | Francesco Pichierri  | Francesco Pichierri | 1 213   | 3,46    | 119                                       | 0,35   | –     |       |
|                                    | Fabio Gallo             | Fabio Gallo          | Fabio Gallo         | 714     | 2,03    | Noi Movimento Sturziano                   | 605    | 1,80  | –     |
|                                    | Francesco Civitelli     | Francesco Civitelli  | Francesco Civitelli | 704     | 2,01    | Civitelli Sindaco                         | 319    | 0,95  | –     |
| Giovani con Civitelli              | Francesco Civitelli     | Francesco Civitelli  | Francesco Civitelli | 704     | 2,01    | 85                                        | 0,25   | –     |       |
| Costruiamo il Futuro               | Francesco Civitelli     | Francesco Civitelli  | Francesco Civitelli | 704     | 2,01    | 71                                        | 0,21   | –     |       |
| Su la Testa Cosenza                | Francesco Civitelli     | Francesco Civitelli  | Francesco Civitelli | 704     | 2,01    | 69                                        | 0,20   | –     |       |
| Un Fiore X Cosenza                 | Francesco Civitelli     | Francesco Civitelli  | Francesco Civitelli | 704     | 2,01    | 37                                        | 0,11   | –     |       |
| Totale                             | Totale                  | 25 028               | 100                 | 35 087  | 100     |                                           | 33 674 | 100   | 32    |
|                                    |                         |                      |                     |         |         |                                           |        |       |       |
| Fonte: Ministero dell'interno      |                         |                      |                     |         |         |                                           |        |       |       |

## Provincia di Reggio Calabria

### Siderno
| Candidati                     | Candidati                        | II turno             | II turno            | I turno | I turno | Liste                       | Voti  | %     | Seggi |
| Candidati                     | Candidati                        | Voti                 | %                   | Voti    | %       | Liste                       | Voti  | %     | Seggi |
| ----------------------------- | -------------------------------- | -------------------- | ------------------- | ------- | ------- | --------------------------- | ----- | ----- | ----- |
|                               | Mariateresa Fragomeni ✔️ Sindaca | 4 452                | 64,07               | 4 113   | 44,18   | Partito Democratico         | 2 592 | 28,63 | 6     |
| Ripartiamo da Siderno         | Mariateresa Fragomeni ✔️ Sindaca | 4 452                | 64,07               | 4 113   | 44,18   | 1 662                       | 18,35 | 4     |       |
|                               | Domenico Barranca                | 2 497                | 35,93               | 2 395   | 25,73   | La Nostra Missione          | 1 412 | 15,59 | 2     |
| Siderno nel Cuore             | Domenico Barranca                | 2 497                | 35,93               | 2 395   | 25,73   | 317                         | 3,50  | –     |       |
| Progetto Siderno              | Domenico Barranca                | 2 497                | 35,93               | 2 395   | 25,73   | 231                         | 2,55  | –     |       |
| La Destra                     | Domenico Barranca                | 2 497                | 35,93               | 2 395   | 25,73   | 202                         | 2,23  | –     |       |
| Cittadini di Siderno          | Domenico Barranca                | 2 497                | 35,93               | 2 395   | 25,73   | 173                         | 1,91  | –     |       |
| Seggio di coalizione          | Seggio di coalizione             | Seggio di coalizione | 35,93               | 2 395   | 25,73   | 1                           |       |       |       |
|                               | Stefano Archinà                  | Stefano Archinà      | Stefano Archinà     | 2 032   | 21,83   | Siderno 2030                | 1 766 | 19,50 | 1     |
| Seggio di coalizione          | Seggio di coalizione             | Seggio di coalizione | Stefano Archinà     | 2 032   | 21,83   | 1                           |       |       |       |
|                               | Antonio Cutugno                  | Antonio Cutugno      | Antonio Cutugno     | 489     | 5,25    | Noi per Siderno             | 440   | 4,86  | –     |
| Corriamo Insieme              | Antonio Cutugno                  | Antonio Cutugno      | Antonio Cutugno     | 489     | 5,25    | 45                          | 0,50  | –     |       |
| Seggio di coalizione          | Seggio di coalizione             | Seggio di coalizione | Antonio Cutugno     | 489     | 5,25    | 1                           |       |       |       |
|                               | Antonio Sgambelluri              | Antonio Sgambelluri  | Antonio Sgambelluri | 280     | 3,01    | Comunisti Uniti per Siderno | 215   | 2,37  | –     |
| Totale                        | Totale                           | 6 949                | 100                 | 9 309   | 100     |                             | 9 055 | 100   | 16    |
|                               |                                  |                      |                     |         |         |                             |       |       |       |
| Fonte: Ministero dell'interno |                                  |                      |                     |         |         |                             |       |       |       |